# 1,8-Dibromoctan
1,8-Dibromoctan ist eine chemische Verbindung aus der Gruppe der Halogenalkane.

## Gewinnung und Darstellung
1,8-Dibromoctan kann durch Reaktion von Cycloocten mit Schwefelsäure und Hydrobromierung unter Katalyse gewonnen werden.

## Eigenschaften
1,8-Dibromoctan ist eine hellgelbe Flüssigkeit, die praktisch unlöslich in Wasser ist.

## Verwendung
1,8-Dibromoctan wird als Additiv bei der Herstellung von anderen chemischen Verbindungen (zum Beispiel Guazatin) verwendet.